# Добрий Дол (Монтанська область)
До́брий Дол (болг. Добри дол) — село в Монтанській області Болгарії. Входить до складу общини Лом.

## Населення
За даними перепису населення 2011 року у селі проживали 333 особи.
Національний склад населення села:
| Національність   | Кількість осіб | Відсоток |
| ---------------- | -------------- | -------- |
| болгари          | 276            | 83,4%    |
| цигани           | 54             | 16,3%    |
| не визначились   | 0              | 0%       |
| Всього відповіли | 331            |          |

Розподіл населення за віком у 2011 році:
Динаміка населення: